# Biserica romano-catolică din Orșova
Biserica romano-catolică din Orșova este un monument istoric construit în anii 1970, după planul arhitectului Hans Fackelmann. Construcția, necesară după inundarea Orșovei Vechi ca urmare a dării în folosință a barajului Porțile de Fier I, a fost finanțată de Arhidieceza de Freiburg.

## Istoric
Vechea biserică romano-catolică din Orșova, construită în 1788, avea hramul Sfântul Rege Ștefan. Noua construcție nu a preluat vechiul hram.
Noua biserică a fost construită după proiectul lui Hans Fackelmann, care a colaborat cu inginerul constructor Victor Gioncu (1933-2013), cu sculptorul Péter Jecza și cu pictorul Gabriel Popa (1937–1995). Acesta din urmă a realizat Calea Crucii, în care i-a reprezentat inclusiv pe Lenin, Nadia Comăneci și John Lennon.
Biserica a fost consacrată la 26 noiembrie 1976, în contextul Ostpolitik (destinderea relațiilor dintre est și vest).